# Торчицы
То́рчицы (бел. Торчыцы) — деревня в Барановичском районе Брестской области. Входит в состав Столовичского сельсовета. Население — 21 человек (2019).

## География
Деревня находится в 12 км (14 км по автодорогам) к северо-востоку от центра города Барановичи и в 3,5 км (4 км по автодорогам) к северо-востоку от центра сельсовета, агрогородка Столовичи, у реки Щара и узкоколейной железной дороги торфопредприятия посёлка Октябрьский. Неподалёку находятся деревни Судари и Загорье и садоводческие товарищества Надзея и Торчицы. Действует овощеводческое фермерское хозяйство «Фруктовый дар».

## История
По переписи 1897 года — деревня Столовичской волости Новогрудского уезда Минской губернии, хлебозапасный магазин.
В 1909 году — деревня (41 двор, 225 жителей), застенок (2 двора, 11 жителей) и имение (1 двор, 22 жителя) той же волости.
Согласно Рижскому мирному договору (1921) деревня вошла в состав межвоенной Польши, где принадлежала гмине Столовичи Барановичского повета Новогрудского воеводства.
С 1939 года в составе БССР, в 1940–62 годах — в Городищенском районе Барановичской, с 1954 года Брестской области, с 25 декабря 1962 года в Барановичском районе. С конца июня 1941 года до июля 1944 года оккупирована немецко-фашистскими войсками (убито пять человек, разрушено 30 домов).

## Население
На 1 января 2021 года в деревне было зарегистрировано 22 жителя в 11 дворах, из них 4 ребёнка, 9 трудоспособных и 9 пенсионеров.
| Численность населения (по переписи) | Численность населения (по переписи) | Численность населения (по переписи) | Численность населения (по переписи) | Численность населения (по переписи) | Численность населения (по переписи) | Численность населения (по переписи) | Численность населения (по переписи) |
| 1897                                | 1909                                | 1921                                | 1939                                | 1959                                | 1999                                | 2009                                | 2019                                |
| ----------------------------------- | ----------------------------------- | ----------------------------------- | ----------------------------------- | ----------------------------------- | ----------------------------------- | ----------------------------------- | ----------------------------------- |
| 213                                 | ↗225                                | ↘100                                | ↗304                                | ↘153                                | ↘53                                 | ↘32                                 | ↘21                                 |